# William Neville Gardiner
William Neville Gardiner (ur. 23 kwietnia 1748, zm. 7 lutego 1806) – dyplomata i wojskowy brytyjski, z rodziny anglo-irlandzkiej (młodszy brat Luke Gardinera, wicehrabiego Mountjoy i posła do parlamentu brytyjskiego.)
Służył w armii brytyjskiej w latach 1767–1789, gdzie doszedł do rangi generała. Poseł w Niderlandach Austriackich w latach 1789–1792. Poseł i minister pełnomocny Wielkiej Brytanii w Rzeczypospolitej w latach 1792–1794. Powróciwszy do Irlandii w 1798, wszedł do ostatniego Parlamentu Irlandzkiego przed Unią z Wielka Brytanią w 1800. W 1805 został głównodowodzącym sił brytyjskich w Nowej Szkocji i Nowym Brunszwiku. Gardiner zajmował to stanowisko tylko przez krótki czas i zmarł w Nowej Szkocji w 1806 roku.
Gdy w listopadzie armia rosyjska pod dowództwem gen. Aleksandra Suworowa pojawiła się na wschodnim brzegu Wisły i rozpoczął się szturm na Pragę i masakra, pułkownik Gardiner, oraz nuncjusz papieski, Lorenzo Litta, przekroczyli rzekę, aby błagać o uratowanie życia mieszkańcom stolicy. Suworow w końcu dał się ubłagać. W czasie rzezi Pragi udzielił schronienia 300 osobom, utrzymując je popadł w długi, których spłata zatrzymała go w Warszawie do 1797. Podczas pobytu w Polsce jego towarzyszką życia była Irlandka, Lucy O’Moore, z którą miał córkę Elżbietę (Lilę). Po wyjeździe Gardinera z Polski, Lucy i jej córka znalazły się pod opieką Adama Kazimierza i Izabeli Czartoryskich. Syn Elżbiety, William Arthur White został później dyplomatą brytyjskim.